# Margareta de Celje
Margareta de Celje (în germană Margareta von Cilli; n. 1411 – d. 22 iulie 1480) a aparținut familiei conților de Celje. A fost ducesă de Głogów și Steinau prin cea de-a doua căsătorie încheiată în 1444 cu ducele Vladislav de Teschen.

## Biografie
Margareta de Celje a fost singurul copil al contelui Herman al III-lea de Celje (n.c. 1380 – d. 30 iulie 1426) și al primei sale soții, Elisabeta (n. 1377 – d. înainte de 1423), fiica baronului Johann al II-lea de Abensberg și a văduvei lui Ullrich al II-lea de Schaunberg.
Din prima căsătorie a mamei sale, Margareta a avut doi frați vitregi: Ioan I Schaunberg (d. 16 noiembrie 1453) și George I de Schaunberg (d. 1404). Pe linie paternă, Margareta a fost nepoata reginei Boemiei, Barbara de Celje, cea de-a doua și ultima soție a împăratului romano-german Sigismund de Luxemburg.
Pe 15 martie 1430 Margareta s-a căsătorit cu contele Herman I de Montfort-Pfannberg-Bregenz, care a murit pe 24 iulie 1435.
În decembrie 1444 Margareta s-a căsătorit cu ducele Vladislav de Teschen, care deținea și jumătate din ducatele Głogów și Steinau. 
Ducele Vladislav a murit pe 14 februarie 1460 lăsând posesiunile sale prin testament parțial Margaretei, ca văduvă, și parțial fratelui său, Przemislav al II-lea de Teschen, care a guvernat totuși singur toate aceste posesiuni. Margareta, deposedată de domenii, a rămas în Głogów chiar și după ce cumnatul ei, Przemislav al II-lea, a pierdut teritoriile în 1476 când Matia Corvin le-a anexat Regatului Boemiei. Chiar dacă și-a exercitat puterea doar asupra posesiunilor pe care le primise ca văduvă, ea s-a opus ducelui Ioan al II-lea de Sagan, care dorea să-și exercite controlul direct asupra țării.
Cazimir al II-lea, nepotul lui Vladislav și al lui Przemislav al II-lea, a pretins moștenirea ca unic descendent pe linie masculină al familiei ducilor de Teschen (Cieszyn). Curând Consiliul orașului Głogów a cerut acestuia să respecte pretențiile Margaretei, însă curând trupele lui Ioan al II-lea au triumfat. În cele din urmă, în 1479 Cazimir al II-lea a renunțat la toate pretențiile legate de moștenirea lui Vladislav, primind o compensație financiară de la regele Matia Corvin.
Astfel Margareta a fost obligată să asigure apărarea orașul Głogów împotriva ducelui Ioan al II-lea până la 1 mai 1480, când acesta l-a cucerit după un asediu de șapte săptămâni, unind astfel din nou Ducatul de Głogów după o divizare de aproape 150 de ani. Margareta a murit două luni mai târziu. Ea este înmormântată în biserica colegială din Głogów.
În 1488 forțele lui Matia Corvin l-au alungat pe Ioan al II-lea din Głogów.
Odată cu Margareta de Celje, s-a stins această familie nobiliară importantă pentru istoria Europei de Sud-Est. Acest sfârșit fusese deja pecetluit de uciderea contelui Ulrich de Celje, ultimul reprezentant pe linie masculină în 1456.

## Căsătorii și descendenți
Pe 15 martie 1430 Margareta s-a căsătorit cu contele Herman I de Montfort-Pfannberg-Bregenz. Din această căsătorie au rezultat patru copii: 
- Herman al II-lea (n. 1431),
- George I (n. 1433),
- Ioan al III-lea (n. 1434),
- Barbara (n. 1435).[4]

În decembrie 1444 Margareta s-a căsătorit cu ducele Vladislav de Teschen. Din această căsătorie nu au rezultat copii.